# Netherbury
Netherbury är en ort och civil parish i Storbritannien.   Den ligger i kommunen Dorset och riksdelen England, i den södra delen av landet, 200 km väster om huvudstaden London. Netherbury ligger 46 meter över havet och antalet invånare är 1 314.
Terrängen runt Netherbury är varierad. Netherbury ligger nere i en dal. Runt Netherbury är det ganska tätbefolkat, med 86 invånare per kvadratkilometer. Närmaste större samhälle är Yeovil, 18,8 km nordost om Netherbury. Trakten runt Netherbury består i huvudsak av gräsmarker.